# Сяньян (аэропорт)
Международный аэропорт Сиань Сяньян (ИАТА: XIY, ИКАО: ZLXY) — главный аэропорт, обслуживающий город Сиань, столицу китайской провинции Шэньси, а также весь район Гуаньчжун. Занимает площадь 5 км²., является самым большим аэропортом на северо-западе Китая и вторым по величине аэропортом на севере Китая. Аэропорт являлся главным хабом авиакомпании China Northwest Airlines, пока компания не была объединена с China Eastern Airlines в 2002 году. Аэропорт является хабом для авиакомпании Joy Air и Hainan Airlines и ряда других китайских авиакомпаний. Согласно рейтингу Skytrax имеет четыре звезды.

## Место нахождения
Аэропорт расположен в административном районе города Сяньяна. Это 25 километров к северо-западу от центра города Сиань и в 13 километрах от его северо-восточной окраины.

## История
До того, как был построен аэропорт Сяньян, Сиань обслуживал аэропорт Сиань Сигуань. В 1984 году Государственный совет Китая и Центральная военная комиссия предложили построить большой гражданский аэропорт на месте аэродрома Сяньян. Первый этап строительства аэропорта был начат в августе 1987 года, и завершился 1 сентября 1991 года, открытием аэрогавани. Второй этап начался в августе 2000 года и завершился 16 сентября 2003 года. Следующий этап стоимостью 7,592 млрд юаней планируется завершить к 2020 году.
Рейс компании Finnair в Хельсинки было первым межконтинентальным маршрутом из Сианя, запущенным 14 июня 2013 года. Сейчас это сезонный маршрут.

## Терминал 3 и вторая взлетно-посадочная полоса
Терминал 3 и вторая взлетно-посадочная полоса были открыты 3 мая 2012 года увеличив пропускную способность аэропорта до более чем 33 миллионов пассажиров в год. Только новый терминал может обслуживать 22 миллиона пассажиров в год, вдвое больше, чем два других терминала вместе взятых. Авиакомпаниями, которые переехали в новый терминал, являются China Eastern Airlines, China Southern Airlines и Shanghai Airlines. Длина второй взлетно-посадочной полосы составляет 3800 метров, что позволяет принимать самолёты Airbus A380.

## Трафик
| Год  | Пассажиропоток | Грузопоток (тонн) | Взлётов/Посадок |
| ---- | -------------- | ----------------- | --------------- |
| 2014 | 29 177 459     | 185 889           | 244 336         |
| 2015 | 32 970 150     | 211 591           | 266 807         |
| 2016 | 36 996 728     | 233 779           | 290 193         |
| 2017 | 41 856 604     | 259 883           | 318 248         |
| 2018 | 44 653 433     | 312 555           | 329 783         |

## Наземный транспорт
Восемь автобусных маршрутов соединяют аэропорт с городами Сиань и Сяньян.
Междугородние автобусы соединяют аэропорт с городами Баоцзи, Янлин, Линтонг, Ханьчэн, Ханьчжун, Вэйнань, Тунчуань, Яньань, Цинъян и Пинлян.
Линия метро Сианьского метрополитена между станцией Beikezhan (Beiguangchang) и аэропортом была открыта 29 сентября 2019 года.

## Аварии и происшествия
- 6 июня 1994 года Рейс 2303 авиакомпании China Northwest Airlines разбился в воздухе и потерпел крушение вблизи Сианя по пути в Гуанчжоу из Сианя. Все 160 человек на борту погибли. Причиной катастрофы стала техническая ошибка наземного персонала.